# Trautmann (Fernsehreihe)
Trautmann ist eine im Auftrag des ORF von der MR Film zwischen 2000 und 2008 hergestellte Kriminal-Fernsehreihe. Das Drehbuch für die jeweils 90 Minuten dauernden Folgen schrieb Ernst Hinterberger; die Regie führte im Pilotfilm Harald Sicheritz, in allen weiteren Folgen Thomas Roth.

## Hintergrund
Die Figur des Trautmann ging ursprünglich aus der Rolle des Wiener Polizisten Trautmann in der Fernsehserie Kaisermühlen-Blues hervor. Als diese Serie 1999 nach sieben Jahren endete, wurde als Spin-off die eigenständige Reihe Trautmann weitergeführt.
Nach der Trennung von Gitti Schimek lässt sich Trautmann 1995 in den 2. Wiener Gemeindebezirk, die Leopoldstadt, versetzen, wo er als dienstführender Beamter (Abteilungsinspektor) der Gruppe 4 zugeteilt wird. In den Folgen löst Trautmann zum großen Teil Mordfälle im Bezirk, die teilweise im Milieu der Wiener Halb- und Unterwelt angesiedelt sind.
Wiederkehrende Orte sind das Karmeliterviertel mit dem Karmelitermarkt. Dort befindet sich das (fiktive) Marktcafé sowie mehrere Geschäfte wie der Pferdefleischhauer, das Geflügelgeschäft und Imbiss der Grünsteidls. Weitere Schauplätze sind u. a. die Dienststelle in der Leopoldsgasse des Polizeikommissariats Brigittenau 2 (ugs. Koat 2 – Kommissariat 2), der Prater oder der (fiktive) Nachtklub „Miranda-Bar“. Trautmann hat seine Wohnung ebenfalls in der Leopoldstadt, in der Stuwerstraße 30 (Folge 6).

## Figuren

### Die Polizei
- Trautmann lässt sich in der Serie mit Du und seinem Nachnamen ansprechen, da ihm sein Vorname Polycarp peinlich ist. Dass ihm die Dienstvorschriften bei dringendem Handlungsbedarf oder wenn Menschlichkeit im Vordergrund steht, weniger wichtig sind, wird gleich in der ersten Folge deutlich, als Trautmann einem russischen Gangster einen Mord in die Schuhe schieben will, um einen Familienvater zu schützen. Er raucht häufig selbstgedrehte Zigaretten und kehrt im „Marktcafé“ ein, wo er „kleine Schwarze“ und Cognac zu sich nimmt. Des Weiteren hat Trautmann Kontakte zur Unterwelt, seien es Führende Mitglieder oder aber auch Prostituierte die ihm vertrauen und dadurch immer wieder als Tippgeber fungieren.
- Monika „Moni“ Tränkler (Monica Weinzettl) ist Trautmanns toughe Kollegin in der Gruppe 4 des Kommissariats 2. Sie ist kombinationsstark, sportlich und fährt gerne Motorrad.
- Karl-Heinz „Burschi“ Dolezal (Simon Schwarz) gehört ebenfalls zur Gruppe 4. Er ist sehr aufbrausend und muss sich immer aufspielen. „Burschi“ rutscht leicht ins Vulgäre ab und kritisiert auch öfters Trautmann, allerdings eher aus Eifersucht. „Burschi“ möchte gerne bei Moni landen, doch diese lässt ihn immer wieder abblitzen. Außerdem ist er für die Informatikarbeit des „Koat 2“ zuständig.
- Oberst Brandner (Wolfram Berger) ist der Leiter der Gruppe 4 und der Vorgesetzte der Protagonisten. Obwohl er nicht immer mit den Ermittlungsmethoden von Trautmann einverstanden ist, trotz offener Kritik schützt er ihn immer wieder vor disziplinären Folgen und deckt ihn gegenüber den Vorgesetzten. Er weiß genau, dass das unkonventionelle Vorgehen von Trautmann letztendlich zum Erfolg führt.
- Der Gerichtsmediziner (Karl Ferdinand Kratzl) vervollständigt das Ermittlerpersonal der Serie.

### Die Leute vom Markt
- der Sandler Rudi, ist einer der wichtigsten Tippgeber von Trautmann. Rudi verbringt den größten Teil seines Tages im Marktviertel und kommt so in Kenntnis vieler Gerüchte und Tatsachen. Damit hilft er Trautmann immer wieder bei seinen Fällen weiter, da er oft ein dafür wichtiges Detail aufgeschnappt oder beobachtet hat. Als Bezahlung lässt er sich gerne im Marktcafé auf einen Cognac einladen.
- Hilde „Puppi“ Grünsteidl (Beatrice Frey), ist die Ehefrau von Ferdinand „Ferdl“ Grünsteidl und Inhaberin eines Geflügelgeschäfts mit Imbiss am Karmelitermarkt. Sie hat das Geld in die Ehe mitgebracht. Sie ist bereits lange hinter die Amourösen Abenteuer ihres Ehemanns gekommen (seien es Seitensprünge oder Besuche bei Prostituierten in der Miranda-Bar). Aufgrund der Taktik ihres Mannes, sie immer wieder erneut um den Finger zu wickeln, verzeiht sie ihm, alleine, um das Gesicht für ihr Image als Geschäftsfrau zu wahren.
- „Fini“ Gasser (Brigitte Kren) arbeitet beim Pferdefleischhauer am Karmelitermarkt, wo sich Trautmann öfter mit Leberkäsesemmeln versorgt.
- „Hansi“ Horak und „Mariedl“ Blauensteiner (Viktoria Schubert, Margarethe Tiesel) sind das Personal im Marktcafé und stehen Trautmann immer wieder zumindest moralisch zur Seite und haben ein offenes Ohr für seine Sorgen. Oft überziehen sie auch ihm zuliebe die Sperrstunden.
- „Franzi“ (Karl Künstler), ein ewig nörgelnder arbeitsscheuer, aber immer in Arbeitsmontur herumhängender, Stammgast rundet das Marktcafé ab.

### Die Antagonisten
- Ferdinand „Ferdl“ Grünsteidl (Erwin Steinhauer) ist Nationalratsabgeordneter (dessen Partei anfangs nie genannt wird), Weiberheld und Trautmanns schlimmster Feind. Seine Frau Hilde führt ein Geflügelgeschäft am Karmelitermarkt. Grünsteidl schafft es immer wieder zwielichtige Geschäfte einzufädeln, um sich daran zu bereichern. Diese gehen stets nach hinten los und bringen sowohl Unterweltgrößen, Industrielle als auch die Partei um ihr Geld. Trotz alledem wird Grünsteidl immer wieder von der Partei unterstützt und aufgefangen, bis er sich nach einem weiteren Coup letztendlich in die Karibik absetzen muss, um unterzutauchen und seinen Tod vortäuscht (71 Tage). Er versucht mehrmals Trautmann mit zwielichtigen Mittel zu diskreditieren, was ihm aber nie vollends gelingt. Erst in der letzten Folge stellt sich heraus, dass Grünsteidl Mitglied einer rechtspopulistischen Partei mit blauer Parteifarbe ist („Die Hanno-Herz-Story“).
- Wilhelm „Willi“ Brenner (Franz Josef Csencsits) ist Trautmanns erklärte Nemesis. Der charismatische Kriminelle ist hauptsächlich in Drogengeschäfte verwickelt. Im Laufe der Sendereihe stellt sich (in Rückblenden) heraus, dass er die Schuld am frühen Drogentod von Trautmanns Tochter trägt. Obwohl eine tiefe Abneigung von Seitens Trautmann besteht, unternimmt dieser nichts Illegales, um Brenner zu beseitigen, denn er möchte ihn der Justiz zuführen, um zu erleben, wie Brenner den Frack bekommt.

### Die Unterwelt
- Ignaz „Nazl-Onkel“ Wessely (Heinz Petters) spielt in fast jeder Folge eine gewichtige Rolle. Er ist ein Wiener-Unterweltboss der alten Schule. Er besitzt unter anderem die „Miranda-Bar“, einige Zinshäuser im Bezirk und sammelt altes Spielzeug (Folge 6). Den Kriminellen, in Ständiger Begleitung seiner „Bugl“, verbindet eine Art Freundschaft mit Trautmann, die von gegenseitigem Respekt zeugt. Dadurch unterstützt er Trautmann auch immer wieder. Sein persönlicher Feind ist Ferdinand Grünsteidl, der Wessely mehrfach bei zwielichtigen Geschäften übers Ohr haut bzw. um sein Geld bringt.
- Kurt „King-Kong“ Brösler (Ernst Konarek) ist Zuhälter und Geschäftsführer der „Miranda-Bar“, des Unterweltboss Wessely, dessen getreuere Gefolgsmann er ist. Auch er sieht Trautmann nicht als Feind und wird dadurch immer wieder zum Tippgeber.

## Produktionsnotizen
Die Serie sollte ab 2002 in der Gemeinschaftsproduktion Tatort den bisherigen Ermittler Chefinspektor Moritz Eisner (Harald Krassnitzer) ersetzen. Doch kurz vor der Ausstrahlung wurde diese Produktion von der ARD abgelehnt, weil der starke Wiener Dialekt von vielen deutschen Zuschauern nicht einwandfrei verstanden werden konnte.
Trautmann wird deshalb nur im Österreichischen Rundfunk und im Gemeinschaftssender 3sat gesendet. Ab 1. Januar 2009 folgte die Ausstrahlung auf RTL Crime.
2002 hatte Wolfgang Böck als Trautmann einen Gastauftritt in der Kinderkrimiserie Tom Turbo.

## Folgen
| Folge | Titel                             | Erstausstrahlung ORF | Drehbuch                        | Regie            |
| ----- | --------------------------------- | -------------------- | ------------------------------- | ---------------- |
| 1     | Wer heikel ist, bleibt übrig      | 21. Dezember 2000    | Ernst Hinterberger              | Harald Sicheritz |
| 2     | Nichts ist so fein gesponnen      | 28. Oktober 2001     | Ernst Hinterberger              | Thomas Roth      |
| 3     | Das letzte Hemd hat keine Taschen | 13. Oktober 2002     | Ernst Hinterberger              | Thomas Roth      |
| 4     | Lebenslänglich                    | 25. Mai 2003         | Thomas Roth, Ernst Hinterberger | Thomas Roth      |
| 5     | Das Spiel ist aus                 | 1. August 2004       | Thomas Roth, Ernst Hinterberger | Thomas Roth      |
| 6     | Alles beim Alten                  | 12. September 2004   | Thomas Roth, Ernst Hinterberger | Thomas Roth      |
| 7     | Schwergewicht                     | 21. November 2004    | Thomas Roth, Ernst Hinterberger | Thomas Roth      |
| 8     | 71 Tage                           | 12. Dezember 2004    | Thomas Roth, Ernst Hinterberger | Thomas Roth      |
| 9     | Bumerang                          | 14. November 2006    | Ernst Hinterberger, Thomas Roth | Thomas Roth      |
| 10    | Die Hanno-Herz-Story              | 2. November 2008     | Thomas Roth, Ernst Hinterberger | Thomas Roth      |

### Folgeninhalt
Am Lusthauswasser wird eine Tote gefunden. Ein Budapester Kollege meldet sich bei Trautmann. Die Beschreibung der Leiche passt auf ein in Ungarn abgängiges Mädchen, Aranca Todt. Trautmann fährt nach Ungarn, um sich mit der Familie von Aranca zu unterhalten, Burschi und Moni befragen einstweilen Todts Vater, der auf einem Schiff arbeitet. Während Trautmann und sein Kollege in Richtung Mädchenhandel ermitteln, erzählt Arancas Vater, dass seine Tochter in Dortmund studiert habe. In einer Diskothek befragt Trautmann junge Mädchen, die aussagen, dass ein gewisser „Simba“ Aranca als Model angeworben habe.
Im Marktcafé am Wiener Karmelitermarkt gibt Sandler Rudi Trautmann und Moni den Tipp, dass es sich bei Simba um einen gewissen Leo Pospischil (Thomas Morris) handeln könnte. Pospischil, Sohn einer Prostituierten (Maresa Hörbiger), soll im Milieu arbeiten und einst schwer kokainabhängig gewesen sein.
Trautmann fragt in der Miranda-Bar, einem Nachtlokal, bei „King-Kong“ Brösel nach: Dieser steckt ihm, dass Pospischil für russische Mädchenschlepper Aufträge erledigt.
‚Die Russen‘ bitten zwischenzeitlich Nationalrat Ferdinand „Ferdl“ Grünsteidl um Hilfe, er soll Trautmanns Ermittlungen stoppen. Moni und Trautmann finden Pospischil schließlich erschossen in seiner Wohnung und suchen nun auch dessen Mörder.
Leos Mutter „Mizzi“ meint, einer der Russen sei ein gewisser Belzin. Bei einer Personenkontrolle in der Miranda-Bar wird die Prostituierte Ilonka festgenommen, sie kennt Aranca und erzählt von ihrer Verschleppung nach Österreich.
Moni glaubt außerdem, dass Arancas Vater sich an Simba Pospischil gerächt und ihn somit getötet hat. Ihr Verdacht bestätigt sich: Moni und „Burschi“ haben Todt durch ihre eigene Ermittlungsarbeit zu Pospischil geführt.
Trautmann trifft weitere verschleppte Mädchen und erfährt, dass Pospischil und Aranca liiert waren. Trautmann und Burschi stellen Janos Todt schließlich, aber der Abteilungsinspektor will der Gerechtigkeit Genüge tun und den Mädchenhändler Belzin als Mörder von Aranca und Pospischil darstellen.
Das russische Verbrechersyndikat weigert sich dem in U-Haft sitzenden Anatoli Belzin zu helfen. Aus Rache möchte Belzin gegen seine Freunde aussagen und wird von diesen vergiftet.
Bei einer Übungsobduktion entdeckt der Gerichtsmediziner (Karl Ferdinand Kratzl), dass der Tote ermordet worden ist. Es handelt sich um Herrn Rudolf Doppler, einen wohlhabenden Schlossereiunternehmer, bei dem zunächst ein Gehirnschlag diagnostiziert worden war. Der Unternehmer ist mit einem spitzen Gegenstand in den Kopf gestochen worden, die Stichwunde konnte durch sein dichtes Haupthaar zunächst nicht erkannt werden.
Seine Witwe (Michou Friesz) ist aufgrund der Schockwirkung dieses Todesfalles in eine Klinik gebracht worden. Irene Doppler gab zum Mordzeitpunkt eine Grillparty, wo auch Herr und Frau Grünsteidl anwesend waren.
Die Buchhalterin des Schlossereiunternehmens, Frau Sageder, war Dopplers Geliebte. Auch Sektionschef Antonitsch (Peter Matić) und der Sinologe Dr. Felix Dechant, Irenes Bruder (Joachim Bissmeier), werden nun verdächtigt.
Trautmann entdeckt, dass Doppler, Grünsteidl und auch Brösler illegale Geschäfte durchgeführt haben.
Hilde Grünsteidl und Irene Doppler haben sich beide einen Bademeister (Wolfgang Pissecker) ‚aufg’rissen‘. Burschi wird von Wesselys Bodyguards verletzt, als diese den Bademeister verprügeln.
Um die Sache zu klären, verabredet sich Trautmann mit dem ‚Nazl-Onkel‘ zu einer geschlossenen Diskussion im Marktcafé: Wessely erzählt, dass Irene Doppler ihn beauftragt hat ihren Mann umzubringen, da dieser etwas von ihrer Affäre ahnte und sich scheiden lassen wollte. Der Bademeister hat die beiden bekanntgemacht, Wessely beschloss deshalb ihm eine Abreibung zu verpassen. Ferdl Grünsteidl wollte seine Frau, die ja ebenfalls eine Affäre mit dem Bademeister hat, bei der Prügelei, damit sie sieht, „was passiert, wenn sie sich von einem anderen wetzen lässt“ (O-Ton: Nazl-Onkel).
In der Zwischenzeit begeht Irene Doppler einen zweiten Selbstmordversuch. Eine Krankenschwester (Maria Hofstätter) aus der psychiatrischen Klinik sagt aus, dass die Witwe Doppler ihre Erkrankung sowie die Selbstmordversuche nur vortäuscht. Währenddessen stellt sich Antonitsch als Mörder des Unternehmers. Trautmann zweifelt aber an dessen Schuld.
Ferdinand Grünsteidls Illegalitäten sind schiefgegangen, er bekommt von Wessely aber noch Extrageld zugesteckt.
Trautmanns Zweifel bestätigen sich: Antonitschs angebliche Mordwaffe, eine Punktiernadel, kommt nicht als Tatwerkzeug in Frage. Moni und Trautmann entdecken in der Sammlung Felix Dechants im Museum für Völkerkunde einen antiken ‚Stössel‘, mit dem Doppler getötet werden hätten können. Dechant gesteht noch im Museum und flieht anschließend.
Trautmann wittert eine Spur und trifft Dechant schließlich in seiner eigenen Wohnung an. Auch Frau Doppler, die die Tat mit ihrem Bruder geplant hat und diesem den Wohnungsschlüssel gab, wird verhaftet.
Frau Sageder, die nicht nur Dopplers Geliebte war, sondern auch ein aktuelles „Pantscherl“ mit Ferdl Grünsteidl hat, verrät diesen und seine illegalen Geschäfte, bei denen sie ihm assistiert hat. Sageder ist enttäuscht, weil sie nun merkt, dass es der Weiberheld Grünsteidl nicht ernst mit ihr meint. Trautmann kann seinen ‚Lieblingsfeind‘ am Pissoir des Flughafens stellen. Das Geld aus den illegalen Grundstücksgeschäften trägt der Nationalratsabgeordnete bei sich. Trautmann kann dem Politiker zwar nichts anhaben, informiert aber Brösler und Wessely, die denken, dass sich der Politiker mit ihrem Geld davonmachen will, und ihm die Summe prompt wieder abnehmen.
Oberst Brandner feiert in einem Gasthaus im Prater Geburtstag. Trautmann, Moni und Burschi müssen die Feier jedoch vorzeitig verlassen, da in einer Tiefgarage ein Mann ermordet wurde. Es handelt sich um einen Albaner, der von einer Frau mit dem eigenen Auto überfahren wurde. Die Frau ist wohl eine lang gesuchte Seriendiebin, die teure Oldtimer stiehlt. Moni bemerkt, dass ihr der Jaguar schon im Prater aufgefallen ist.
Wieder zurück im Vergnügungspark treffen Burschi und Trautmann auf Josef „Panther von Glasgow“ Krivanek (Helfried Edlinger). Der ehemalige Wundertormann der Austria ist heute ein alkoholkranker Obdachloser und treibt sich im Prater herum. Er beteuert aber, nichts gesehen zu haben.
Grünsteidl ist in der Karibik ‚gestrandet‘: Ihm ist das Geld ausgegangen und er bittet nun seine Frau um Hilfe. Sie begleicht auch die Rechnung, setzt aber in Wien einen Privatdetektiv auf Ferdl an, um endlich Beweise seiner Untreue zu haben.
Moni findet den gestohlenen Jaguar am nächsten Morgen im Prater, im Auto ist eine Menge Heroin versteckt.
Grünsteidls Urlaubsbekanntschaft und Geliebte Anna Gregory (Tatjana Velimirov) bekommt in Wien Besuch vom Lebensgefährten ihrer verstorbenen Mutter: Der Kriminelle Franz Mittermüller bittet Anna auf seine Tasche aufzupassen.
Trautmann geht zur Trabrennbahn, um Wessely und Brösler um Rat zu fragen: Brösler kennt den toten Albaner und gibt Trautmann den Tipp, dass die UÇK ihre Finger im Spiel haben könnte. Außerdem sieht Trautmann Slansky (Hansi Lang) beim Pferderennen. Er erinnert sich, dass er diesen aus dem Gefängnis kennt und er mit Suchtgiftdelikten zu tun hat.
Slansky wird in der Miranda-Bar von UÇK-Männern umgebracht, Brenner (Franz Josef Csencsits), Trautmanns Erzfeind, hat diese zu ihm geführt. Sie wollen wissen, woher Slansky das Heroin hat, das er ihnen verkaufen wollte. Slansky erwähnt Krivanek, wird aber trotzdem von den Albanern ermordet.
Krivanek kommt bei einem Brand ums Leben. Die Polizei geht von einem Unfall mit Petroleum aus, Trautmann hat jedoch seine Zweifel.
Panisch taucht Mittermüller wieder bei Gregory auf und gesteht ihr die Geschichte rund um die Tasche: Demnach handelt es sich bei der Autodiebin um Mittermüller, der, als Frau verkleidet, Oldtimer in ganz Wien knackt. Als er den Jaguar stehlen wollte, wehrte sich der vermeintliche Besitzer mit einer Pistole, so dass er ihn überfahren musste. In seinem Versteck im Prater stellt sich heraus, warum der Albaner den Diebstahl mit Waffengewalt verhindern wollte: Mit Hilfe des Autos wird Rauschgift geschmuggelt.
Mittermüller wird jedoch beim Untersuchen des Wagens von Krivanek beobachtet. Der Ex-Fußballer bietet dem Kriminellen ein Geschäft an: Er schließt sich mit Slansky kurz, der das Heroin für die beiden verkaufen soll. Die UÇK riecht allerdings den Braten und bringt Slansky sowie Krivanek um. Nun sind sie auf der Suche nach Mittermüller und dem restlichen Heroin, das sich in der Tasche befindet, die der Kriminelle seiner Ex-Stieftochter zur Aufbewahrung übergeben hatte.
Während des Gespräches kommt Grünsteidl auf ein Schäferstündchen mit seiner Geliebten vorbei, Mittermüller stiehlt dessen Wagen und macht sich heimlich aus dem Staub.
Der von Hilde angeheuerte Privatdetektiv hält den als Frau verkleideten Kriminellen für Grünsteidls Liebschaft und verfolgt diesen. Mittermüller baut einen Unfall und muss zu Fuß weiterfliehen. Der Detektiv schießt jedoch eine Menge Fotos von ihm.
Kurz darauf informiert er die Polizei und es stellt sich heraus, dass die Geschichte vom gestohlenen Auto, wie sie Grünsteidl erzählt, nicht stimmen kann. Trautmann teilt dem Politiker vor dessen Frau die Ermittlungsergebnisse mit, worauf Hilde ihren Ferdl vor die Türe setzt.
Gregory verrät Trautmann schließlich, wo Mittermüller wohnt, und dieser kann festgenommen werden. Am Ende droht Trautmann Brenner und das beschlagnahmte Heroin wird verbrannt.
Trautmann holt seinen ‚Erzfeind‘, den Drogenkriminellen Wilhelm Brenner, vom Flughafen ab.
In Folge 3 war in Rückblenden schon zu sehen, dass Brenner auch Trautmanns Tochter mit Heroin in Kontakt brachte, Trautmann versuchte den Dealer einst im Ausland zu stellen und erschoss dabei unabsichtlich dessen Geliebte. Brenner wurde jetzt im Ausland wegen eines Mordes verhaftet und wird nach Österreich ausgeliefert. In der U-Haft trifft er Mittermüller, der schon aus der dritten Folge bekannt ist und nun seine Haftstrafe antritt.
Die Prostituierte „Franzi“ Beimbichler (Maria Bill) bittet Trautmann nach ihrer Tochter Rosi zu sehen, sie scheint ins Milieu abgerutscht zu sein. Des Weiteren wird der renommierte Arzt Prof. Dr. Krupnik (Manfred Tauchen) umgebracht.
Hausmeisterin Smeibidlo (Erika Deutinger) war einst Trautmanns Schulkollegin und wird nun von diesem zu dem Mord befragt.
Grünsteidl soll Kassaführer der Wiener Parteifreunde werden, um anschließend weiter aufzusteigen. Obmann Dr. Werner möchte aber, dass Ferdl seine Eheprobleme vorher in den Griff bekommt. Als Versöhnungsgeschenk ersteht Ferdl für Hilde eine vermeintlich teure Armbanduhr.
Grünsteidl ist wieder einmal vorschnell und steckt einem Journalisten, dass er bald Generalsekretär der Bundespartei werde und außerdem gegen Trautmann vorgehen möchte. Er bittet den Reporter Fotos von Trautmann und seinen Tippgebern aus der Unterwelt zu machen.
Krupniks Frau (Hilde Berger) war nur noch pro forma mit diesem verheiratet, sie erzählt Oberst Brandner von einer länger dauernden Beziehung des Arztes zu einer ihr Unbekannten. Es stellt sich heraus, dass Ordinationshilfe Köhrer (Ulli Maier) ein Verhältnis mit ihrem Arbeitgeber hatte. Trautmann untersucht auf eigene Faust Krupniks Privatwohnung und findet zahlreiche Videos, die Prominente beim Sex zeigen.
Trautmanns Ermittlungen führen ihn wieder einmal zum Nazl-Onkel: Smeibidlo hat einen Zuhälter-Typen beschrieben, der am Tag des Mordes zu Dr. Krupnik wollte. Nazl-Onkel verrät den Namen des Gesuchten: Ivanauskas.
Im Liftschacht des Wohnhauses von Dr. Kruppnik finden zwei Handwerker einen blutigen Fetzen. Moni und Trautmann erfahren beim Notar (Kurt Sobotka), dass das Mordopfer Beate Köhrer in seinem Testament bedacht hat. Smeibidlo ist bei der Befragung der Handwerker dabei und gesteht schließlich, dass sie Kruppnik getötet hat, da er ihren verstorbenen Mann Loisl falsch behandelt haben soll.
Trautmann zweifelt an der Aussage seiner ehemaligen Schulkollegin, er vermutet, dass ihre starken Medikamente ihre Wahrnehmung trüben. Oberst Brandner will davon aber nichts wissen, außerdem „schießt“ Grünsteidl in der Presse scharf gegen die Ermittlungsmethoden des Polizisten.
Hilde Grünsteidl wird von „Rosi“ Beimbichler (Stefanie Dvorak) in der Nähe ihres Hauses überfallen, Tasche und Uhr werden der Unternehmerin abgenommen. Grünsteidl nützt den Überfall auf seine Frau zu einer erneuten Pressekonferenz gegen Trautmann.
Trautmann hakt bei Brösler und Wessely nach und sucht schließlich Ivanauskas Wohnung auf. Nach einer Verfolgungsjagd verunglückt der Gesuchte jedoch tödlich ohne dass ihn die Beamten befragen können. Brandner ist sauer und selbst der Polizeipräsident will, dass Trautmann Urlaub nehmen soll.
Moni findet heraus, dass Krupnik durch seine Möglichkeit zur Erstellung von Ausweispapieren mit dem „Schlepper“ Ivanauskas zusammengearbeitet hat.
„Burschi“ vernimmt die festgenommene „Rosi“ Beimbichler: Trautmann lässt es sich nicht nehmen, Hildes Tasche höchstpersönlich bei den Grünsteidls vorbeizubringen. Dabei stellt sich auch heraus, dass die „Versöhnungsuhr“ ein billiges Duplikat ist. Ebenso konfrontiert Trautmann den Politiker mit dem Sex-Video, das bei Kruppnik aufgenommen wurde. Grünsteidl muss seine Anschuldigungen gegen Trautmann schließlich öffentlich widerrufen.
Trautmann befragt ein letztes Mal Helga Smeibidlo und erfährt, dass Köhrer der Hausmeisterin ihre schweren Medikamente gegeben hat. Diese führen zu schweren Wahrnehmungsstörungen.
Rechnungen beweisen, dass Kruppnik die Mietzahlungen für Köhrer eingestellt hat und außerdem das Testament, in welchem seine Ordinationshilfe bedacht war, dringend ändern wollte.
Trautmann konfrontiert Köhrer mit seinem Verdacht gegen sie und es stellt sich heraus, dass Köhrer von Kruppnik gekündigt und abserviert wurde, diesen daraufhin getötet, Smeibidlo unter Medikamente gesetzt und ihr das blutige Messer in die Hand gedrückt hat.
Abschließend setzt sich Trautmann mit „Rosi“ Beimbichler zusammen, er vermutet schon längst, dass diese Kontakt zum „einsitzenden“ Brenner hat. „Rosi“ bleibt jedoch stur und verrät nichts. Sie verspricht jedoch mit ihrer Mutter in Urlaub zu fahren.
Mittermüller und Brenner planen einen Coup.
„Rosi“ Beimbichler, die in Brenner verliebt ist und heimlich mit ihm telefoniert, überfällt den Trafikant Böltl (Walter Davy) und weitere Tabakwarenhandlungen.
„Trixi“ (Nora Heschl), eine junge Bankbeamtin und das Patenkind von „Nazl-Onkel“ Wessely, verwechselt in der Bank permanent den Notrufschalter mit dem Jalousien-Schließknopf. „Wolfi“ und seine Kollegin müssen zum x-ten Mal anrücken, obwohl nichts passiert ist.
„Ferdl“ Grünsteidl nimmt von Heinz Pock (Heribert Sasse) eine illegale Parteispende an.
Brenner und Mittermüller manipulieren an Brenners Gebiss herum, damit sie beide zugleich in die Zahnklinik müssen. Dort angekommen, können sie mit einem von „Rosi“ am WC deponierten Revolver die Beamten überwältigen und fliehen. Sie wollen eine Bank ausrauben, davor kappt Mittermüller das (vermeintliche) Notrufkabel.
Trautmann hat den Verdacht, dass „Rosi“ die Serien-Einbrecherin ist.
Brenner und Mittermüller überfallen die Wiener Landesbank. Wie es der Zufall will, befinden sich zu diesem Zeitpunkt mehrere interessante Personen in der Filiale:
Trautmann, der seine Storm- und Gasrechnung einzahlen möchte, Grünsteidl, der die Parteispende in einem verschlossenen Koffer ins Schließfach seiner Frau geben möchte, und „Nazl-Onkel“ sowie „King“ Brösler, die Bankdirektor Dr. Brendel (Klaus Ofczarek) den Kopf zurechtrücken, weil dieser sich über Wesselys geliebtes Patenkind „Trixi“ beschwert hat.
Da „Trixi“ kurz vor dem Überfall wieder einmal, dass „falsche Knopferl gedruckt hat“ und „Burschi“ sich bei Trautmann telefonisch erkundigt hat, dass alles ok sei, wird einem erneuten Alarm keine besondere Beachtung geschenkt.
In der Bank will Brenner nun nicht nur das Geld aus der Kassa mitnehmen, sondern auch den Tresorraum ausrauben. Mittermüller hat aber die falsche Leitung durchtrennt, der Alarm wurde also trotzdem ausgelöst und die Stromversorgung der Tresortür ist vorschriftsmäßig unterbrochen worden.
Moni und „Burschi“ fahren bei der Bank vorbei um Trautmann abzuholen, sie können sich gerade noch retten, als Brenner und Mittermüller das Feuer eröffnen. Es entspinnt sich nun ein Geiseldrama. Brenner öffnet den Koffer von Grünsteidl und findet das Geld. Anschließend platzt ihm der Kragen und er erschießt Komplize Mittermüller.
Brenner lässt in der Nacht einige Geiseln frei, Trautmann versucht seinen Kollegen versteckt einen Tipp zu geben, dass Brenner mit jemandem per SMS kommuniziert.
Tatsächlich fällt „Burschi“ und Moni „Rosi“ auf und sie verfolgen sie.
Brenner verlässt mit Trautmann, „Trixi“ und Grünsteidl die Bank. Moni und „Burschi“ können „Rosi“ überwältigen. Brenner, der mit dem Auto unterwegs ist, lässt „Trixi“ und Grünsteidl nacheinander aussteigen und fährt mit Trautmann ins Hotel, wo er sich mit „Rosi“ verabredet hat.
Im Hotel kann Trautmann fliehen, Brenner gelangt aber in das Zimmer, wo Moni und „Burschi“ mit „Rosi“ sind. Er fesselte die beiden Polizisten und den dazustoßenden Sicherheitsdienstmitarbeiter und versucht mit „Rosi“ zu entkommen. Brenner wird von einem WEGA-Beamten angeschossen, er und „Rosi“ können aber trotzdem mit dem Auto abfahren.
Trautmann hat den Verdacht, dass „Rosi“ mit ihrer Mutter gesprochen haben könnte. Er fühlt „Franzi“ auf den Zahn und verspricht, dass eine Auskunft sich für ihre Tochter strafmildernd auswirken kann.
Tatsächlich können die Polizisten „Rosi“ beim Einkaufen überraschen und Trautmann gibt dem schwer verletzten Brenner die Möglichkeit den Freitod zu wählen.
Die verheiratete „Fini“ hat eine Affaire mit einem „Neuen“, Karl Auer (Karl Fischer). Verena Leinwarther (Jutta Fastian), eine alleinerziehende Mutter, hat ebenso ein „Pantscherl“ mit einem verheirateten Lehrer Egon Bruckner (Christoph Moosbrugger).
„Ferdl“ Grünsteidl muss wegen der illegalen Parteispende von seinen politischen Funktionen zurücktreten. Parteichef Dr. Werner bietet ihm jedoch einen Platz im Fast-Food-Konzern von John Flachsberger, einem Self-Made-Millionär mit österreichischen Wurzeln, an. Flachsberger möchte Hilde Grünsteidls Geflügelgeschäft erweitern: „Chicken Ticker“ soll zu einer Fast-Food-Kette anwachsen. Doch Hilde stellt sich quer. Daher sucht Grünsteidl andere Partner.
Verena Leinwarther wird ermordet, ihre Tochter Annemarie (Fenella Chudoba) beobachtet das Verbrechen und läuft davon.
Rudi verrät Trautmann, dass Verena einen größeren Lottogewinn gemacht hat, den sie zuhause aufbewahrt hat.
Moni und Brandner befragen Lehrer Bruckner nach seiner Schülerin Annemarie. Später bemerken Moni und „Burschi“, dass der letzte Anruf auf Leinwarthers Handy von Bruckner stammt. Bruckner gesteht seine Affäre mit Leinwarther.
Der Pferdefleischhauer findet seine Angestellte „Fini“ tot in der Tiefkühlkammer.
Die Prater-Hure „Lady“ (Roswitha Soukup) gibt Trautmann den Tipp, dass sich Annemarie bei der Hochschaubahn im Vergnügungspark versteckt. Trautmann gelingt es das Mädchen zu finden. Annemarie ist aber stark traumatisiert und kann vorerst nicht einvernommen werden.
Karl Auer ist spielsüchtig und hat Leinwarther ermordet, da er von „Fini“ erfahren hat, dass Leinwarther zu Geld gekommen ist. Als „Fini“ erzählt, dass Trautmann sie befragt hat, wem sie von dem Lotteriegewinn noch erzählt habe, tötet Auer auch seine Geliebte.
Als er erfährt, dass Annemarie gefunden wurde, beschließt er sie auch noch aus dem Weg zu räumen. Er verkleidet sich als Kinderpsychologe und bietet der Gruppe 4 seine Hilfe an, doch diese rücken keine Informationen heraus. Nach diesem Fehlschlagen ruft Auer als vermeintlicher Vater von Annemarie an und überfällt das Mädchen schließlich im Spital. Es kann jedoch fliehen und rettet sich zu Trautmann nachhause. Dort zeichnet es dem Polizisten die Mord-Szene auf.
„Hansi“ passt auf Annemarie auf, während Trautmann ins „Koat“ fährt, um die neuesten Erkenntnisse zu besprechen. Moni erzählt Trautmann von dem vermeintlichen Arzt, der ihn aufsuchen wollte.
Grünsteidl will Wessely als Partner für den „Chicken Ticker“ gewinnen.
Trautmann fährt zurück in seine Wohnung und sieht mit Annemarie fern. In einem Spielfilm mit Heinz Rühmann ertönt das bekannte Kinderlied La Le Lu – Nur der Mann im Mond schaut zu, Annemarie reagiert panisch. Trautmann fällt es nun wie Schuppen von den Augen: Das Lied spielt eine Spielzeugdose, die Karl Auer am Flohmarkt an den „Nazl-Onkel“ verkauft hat. Annemaries Zeichnung passt genau auf Auer.
Die Gruppe 4 fährt in Auers Wohnung, doch dieser ist nicht da. Moni schickt einen Streifenwagen zu Trautmanns Haus, wo Annemarie alleine wartet. Tatsächlich hat sich Auer erinnert, dass er im Krankenhaus auf einer Zeichnung Trautmanns Adresse gesehen hat und das Mädchen nun dort vermutet.
Moni und Trautmann können eingreifen, „Burschi“ macht Auer schließlich kampfunfähig.
EM-Titelkampf im Halb-Schwergewicht: Ronny „The Punchman“ Formanek (Wolfgang Pissecker) boxt gegen einen Deutschen.
Ronny gewinnt, er hat das Preisgeld auch bitter nötig: Der leichtlebige Boxer muss Schulden begleichen, Alimente für seine Ex-Frau und das gemeinsame Kind zahlen und will auch etwas Geld für die Operation seines ehemaligen Boxtrainers und „Ziehvaters“ Fritz (Fritz Muliar) beiseitelegen.
Bei „King“ Brösler wird ein Paket für den „Nazl-Onkel“ abgegeben: Darin befindet sich ein abgeschnittenes Ohr. Dieses gehört einem Bodyguard von Wessely. Wenig später wird eine Prostituierte in der „Miranda-Bar“ ermordet.
In der Wiener Unterwelt beginnt ein Bandenkrieg zu toben: Der „Nazl-Onkel“ ist im Streit mit einem russischen Unterweltsmann namens Vitali Choroschenko (András Gönczöl). Dieser und sein Anwalt Dr. Prochanski (Martin Semmelrogge) wollen die Oberhand über den Wiener „Strich“ gewinnen.
Trautmann beschließt den Fall an das Sicherheitsbüro abzugeben. Er geht jedoch den Diebstählen im Boxklub Atlanta nach: Ronny, der stets Geldsorgen hat, klaut seinen Kollegen das Geld aus den Spinden.
Grünsteidls „Chicken Ticker“ läuft miserabel. Seine neueste Eroberung ist Formaneks Exfrau (Monika Hilmerová), die jetzt in der Küche des „Chicken Tickers“ arbeitet.
Auch „Ferdl“ ist mit Choroschenko und Prochanski im Geschäft: Er hat von den beiden Geld für sein Lokal bekommen und kann dieses nicht zurückzahlen. Prochanski bietet ihm an, dass die Sache vergessen sei, wenn Grünsteidl ein Geschäft zwischen ihm und Wessely einzufädeln weiß. Die Ortsfremden wollen die „Miranda-Bar“ kaufen.
Formanek braucht dringend Geld, er bittet Brösler um Hilfe. Der weist ihn jedoch zurück.
Dr. Prochanski passt den Boxer ab und bietet ihm an, dass er den Kampf absichtlich verlieren soll und dafür fürstlich entlohnt wird. Da Formanek haushoher Favorit ist, würden Choroschenko und Prochanski kassieren, wenn sie eine Riesensumme auf Ronnys Gegner, den sie selbst organisiert haben, setzen. Formanek wehrt sich zunächst, sieht aber ein, dass er das angebotene Geld unbedingt braucht. Prochanski steckt ihm eine „Pille“ zu, die den Boxer plötzlich kampfunfähig machen soll.
Wessely und Brösler bitten Trautmann um Hilfe: Er soll regelmäßig Choroschenkos Lokale durchsuchen. Trautmann versucht tatsächlich sich mit dem Russen zu unterhalten, dieser droht im sogleich und besticht einen Polizisten, der Trautmann Kokain unterschiebt.
Ronny nimmt die Pillen und stirbt im Kampf, der schwerkranke Fritz muss im Krankenhaus sein Leben lassen. Eine Bombe geht in der „Miranda-Bar“ in die Luft.
Die angebliche „KO-Pille“ stellt sich als tödlich heraus. Trautmann wird wegen des Kokainfundes in seiner Schublade vom Dienst suspendiert.
Grünsteidl hat wieder einmal Glück: Flachsberger überweist ihm noch einmal Geld. Allerdings lässt Grünsteild das Geschäft in den Konkurs stürzen und macht sich mit Flachsbergers neuestem Zuschuss aus dem Staub.
Der verärgerte Trautmann weiß genau, wer ihm das Rauschgift untergejubelt hat. Wessely ist pleite, da er die Wettsieger, die auf Ronnys Gegner gesetzt haben 8:1 auszahlen muss, seine geliebte „Miranda-Bar“ liegt in Schutt und Asche und die Russen wollen ihm das Zinshaus abkaufen. Trautmann beschließt Wessely zu helfen.
Zum Schein geht Wessely auf das Geschäft mit den Russen ein. Trautmann steckt Striemer, den Bodyguard Wesselys, mit dem Bodyguard Choroschenkos in eine Zelle: Choroschenkos „Bugl“ war für das Abschneiden von Striemers Ohr verantwortlich, panisch gesteht dieser, als er von Striemer verprügelt wird, die Illegalitäten des Russen.
Auch der Kollege, der Trautmann Drogen untergejubelt hat, wird verhaftet und gesteht. Trautmann will Prochanski zur Mitarbeit überreden: Dieser will schließlich nach kurzer Bedenkzeit umfassend aussagen.
Grünsteidl schreibt einen Abschiedsbrief aus der Karibik an seine Frau Hilde.
Die Gruppe 4 wird zu einem Streit in die Novaragasse gerufen: Charlie Ringhofer (Rainer Egger) hat Jana Formanek (Monika Hilmerová) in seine Gewalt gebracht. Trautmann kann Ringhofer zwar überwältigen, dabei löst sich aber ein Schuss und trifft Moni. Moni hat einen komplizierten Bruch am Schlüsselbein und muss ins Spital. Frau Formanek schlägt Ringhofer mit einem Glasaschenbecher k.o.
Trautmann überlegt ein Investment an einer Ferienanlage.
Hilde Grünsteidls Schmuck und 2.500 € Bargeld werden gestohlen. Trautmann glaubt, dass etwas an der Sache faul ist. Er fängt ein Paket von „Ferdl“ ab, in dem sich sein „letzter Wille“ und einige persönliche Gegenstände befinden.
Die „Miranda-Bar“ wird neu eröffnet. Trautmann ist geladener Gast, als er das Lokal verlässt, kann er einen versuchten Mord beobachten, die Täter können jedoch entkommen.
„Ferdl“ Grünsteidl wird tot aufgefunden. Er wurde in einem Wiener Hotel erschossen.
Trautmann fährt nach Bratislava, wo sich Grünsteidl als „Herr Kopf“ in einem Hotel eingemietet hat. Er trifft Jana Formanek wieder, in die er sich ein bisschen verschaut hat. Jana erzählt, dass sich „Ferdl“ tatsächlich bei ihr gemeldet hat und Hilfe wollte. Aus Angst bat Formanek Ringhofer um Schutz, Ringhofer wurde aber eifersüchtig und bedrohte sie schließlich. Es kam zu dem Zwischenfall bei dem Trautmann, Moni und „Burschi“ einschreiten mussten.
Offiziell wohnt „Heinz Kopf“ immer noch in Bratislava, Trautmann nimmt Grünsteidls (Kopfs) Zimmer und Auto unter die Lupe: Grünsteidl dürfte sich mit einem gewissen „P.“ getroffen haben.
Brandner ist verärgert, dass Trautmann auf eigene Faust ermittelt: Er konfrontiert den Abteilungsinspektor mit der Erkenntnis, dass Grünsteidl Trautmann kurz vor seinem Tod angerufen hat. Grünsteidl bat auch seinen „Erzfeind“ um Hilfe.
Ringhofer erliegt zwischenzeitlich seinen Verletzungen.
Die neuesten Ermittlungsergebnisse im Mordfall Grünsteidl, ergeben, dass Choroschenko wieder in die Sache verwickelt ist.
Trautmann und viele andere sind gemäß Grünsteidls Wunsch zu seiner Beerdigung geladen. Trautmann verkündet die Ermittlungsergebnisse über Ferdinand Grünsteidls letzte 71 Lebenstage:
Demnach hat sich Grünsteidl nach seiner Flucht aus Wien in Grenada, einer Karibikinsel, von einem Bekannten einen Pass auf den Namen „Heinz Kopf“ ausstellen lassen. Herr Kopf investiert in Tourismusanlagen. Eines Tages bekommt er Besuch von Choroschenko, der sein Geld aus Wien möchte, er zündet Grünsteidls Hotelappartement an. Grünsteidl kann fliehen, sein Geld verbrennt jedoch.
Auch John Flachsberger will Grünsteidl nicht helfen, sondern bedroht ihn. Grünsteidl taucht zunächst in Bratislava unter. „Ferdl“ passt Dr. Werner persönlich ab und bietet ihm an, den „Strohmann“ für die Partei zu spielen. Um den lästigen Ex-Nationalrat loszuwerden, vermittelt ihn Dr. Werner an Heinz Pock. Grünsteidl bricht bei sich selber ein und nimmt auch seine Versicherungspolizze sowie seine Pistole mit.
Frau Doppler, die in Folge 2 den Mord an ihrem Mann in Auftrag gab, wird von Hilde im Spital besucht. Nun kommt „Ferdls“ Abschiedspaket an. Der gesuchte „P.“ in Grünsteidls Aufzeichnung ist Heinz Pock. Auch für Pock möchte Grünsteidl den „Strohmann“ mimen, doch der Geschäftsmann will nur sein Geld und droht mit Mord. Grünsteidl verlässt Bratislava und taucht am Tag der Neueröffnung der „Miranda-Bar“ auf. Der Ex-Politiker konfrontiert nun „Nazl“ und „King“ mit seiner neuesten Geschäftsidee, auch diese beiden haben aber von Grünsteidl die Nase voll. Pocks Bodyguards verprügeln Grünsteidl im Hinterhof der „Miranda-Bar“ bis Trautmann einschreitet.
Hilde bemerkt derweilen, dass sowohl die Waffe des Gatten als auch dessen Lebensversicherung fehlen. „Ferdl“ schüttet seiner Gattin wenig später sein Herz aus und erzählt noch von seinem letzten Plan, wie beide untertauchen können. Hilde beschließt aber „Ferdls“ Demütigungen ein Ende zu machen und ihn aus dem Weg zu räumen. Mit Ingrid Doppler macht sie ein falsches Alibi aus und erschießt Grünsteidl in seinem Hotel. Moni, die im selben Krankenhaus wie Doppler liegt, kann bezeugen, dass das Alibi nicht stimmt.
Das zweite „P.“ in Grünsteidls Aufzeichnungen steht für „Puppi“, so nannte er seine Gattin stets.
Die Gruppe vier verhaftet nun Hilde Grünsteidl wegen Mordes an Ferdinand Grünsteidl.
Ludwig „Vickerl“ Stedronsky (Karl Markovics) wird nach 25 Jahren aus dem Gefängnis entlassen. Der pensionierte Oberst Geyer (Otto Tausig) empfängt den ehemaligen Entführer und droht ihm. Geyer will „seinen“ Fall endlich abschließen.
Stedronsky besucht Brösler in der „Miranda Bar“, um sich nach seinen ehemaligen Komplizen zu erkundigen:
Frantisek Drdla (Erhardt Koren) arbeitet inzwischen als Schau-Catcher im Wiener Prater. Stedronsky passt ihn dort ab.
Trautmann lässt sich für seine Pension ein Appartement in Grado renovieren.
Außerdem ist Pock überfallen worden und sein Porsche gestohlen worden.
Oberst a. D. Geyer lädt Trautmann und Brandner ein, um ihnen von Stedronsky zu erzählen:
1979 wird Fabrikant Pöschko von mehreren Leuten entführt. Frau Pöschko und ihr Bruder übergeben das Lösegeld für den Unternehmer, die Entführer können jedoch trotz Verfolgung nicht geschnappt werden.
Im Kommissariat wird in derselben Nacht ein Brief für Geyer abgegeben, in dem eine Zugnummer und der Name Stendronsky vermerkt ist. Geyer will Stedronsky im Zug verhaften.
Dieser verbarrikadiert sich in der Toilette und erschießt einen Polizisten.
Am nächsten Tag wird die Leiche von Pöschko gefunden, er wurde mit einer anderen Waffen erschossen, als die, die Stedronsky bei sich führte. Stedronsky gibt jedoch an, der alleinige Entführer und Mörder gewesen zu sein. Das Lösegeld soll ihm bei einem Würstelstand gestohlen worden sein.
Geyer glaubt nun, dass Stedronsky sich nach 25 Jahren seinen Anteil an der Beute holen wird und so die weiteren Komplizen offenbart. Er selbst hat den ehemaligen Häftling nach seiner Entlassung zwar auf Schritt und Tritt verfolgt, allerdings seine Spur verloren.
Drdla hebt ein Grab aus, dort hat Stedronsky einst die Beute verschwinden lassen.
Es stellt sich heraus, dass Stedronsky Pocks Porsche gestohlen hat.
Stedronsky besucht seine alte Liebe und damalige Mittäterin Steffi Wackernagl (Sophie Rois). Diese erzählt ihm, dass der vierte im Bunde, Mick Bäumler, sich in der Nacht als das Lösegeld geholt wurde, mit jemanden unterhalten hat. Bäumlers Vater hat Steffi kurz vor seinem Tod ein Foto geschickt auf dem Mick mit diesem Mann zu sehen ist.
„Burschi“ wird zum, von Drdla und Stedronsky ausgehobenen, Grab geschickt: Zwei Leichen haben die beiden Verbrecher freigelegt: Steffis Mutter, Hedwig Wackernagl, welche auch vorschriftsmäßig ins Grab gehört und eine erschossene, männliche Leiche.
Geyer wird schließlich ermordet in seinem Bett aufgefunden.
Trautmann konfrontiert Drdla mit der Tatsache, dass er zur Bande gehört. Ein Profi-Killer ermordet Drdla daraufhin.
Trautmann findet heraus, dass Stedronsky im Hotel Grüner wohnt. Er trifft ihn aber dort zunächst nicht an.
Moni fliegt nach Kenia um sich mit Pöschkos Witwe zu unterhalten.
Trautmann kann endlich Stedronsky abpassen und warnt ihn, dass er bald der nächste Tote sein wird. Doch Stedronsky lehnt seine Hilfe ab. Endlich verstehen die Beamten, dass Steffi Wackernagl, Stedronskys alte Freundin ist, doch als „Burschi“ und Trautmann in ihre Wohnung kommen, ist diese nicht zuhause.
Der Profi-Killer der Drdla ermordet hat, versucht nun auch Trautmann umzubringen.
Wackernagl wird tot unter der Wohnung ihres Freundes gefunden.
Pöschkos Witwe (Anna-Franziska Srna) gibt zur Auskunft, dass der Verkauf der Firma um exakt 15 Millionen Schilling, die Summe des Lösegeldes, an Heinz Pock erfolgt ist.
Trautmann und Brandner geben Pock nun ihre Vermutungen bekannt: Demnach ist Pock der Drahtzieher der Entführung gewesen. Frau Pöschko hat sich ihm anvertraut und gemeint, dass es ihr am liebsten wäre, wenn ihr treuloser Ehemann tot sei. Denn dann würde sie die Firmen verkaufen und in den Süden auswandern. Da Pock dringend Kapital benötigt, stiftet er Barmann Bäumler, den er in einem Rotlicht-Klub kennengelernt hat, an, Komplizen zu finden und den Fabrikanten zu entführen. Pock erschießt den sedierten Pöschko, während Bäumler und Stedronsky das Lösegeld verscharren. Danach zwingt Pock Bäumler das Grab erneut aufzumachen, tötet ihn anschließend ebenfalls und vergräbt ihn im Grab. Da nur der tote Bäumler von Pocks Existenz weiß, hat dieser nichts zu befürchten, bis Geyer anfängt nachzu„wassern“. Daraufhin heuert Pock einen Profikiller an, der zur Tarnung als sein Leibwächter beschäftigt ist und alle Beteiligten nun umbringen soll.
Pock zeigt sich von Trautmanns Ermittlungsergebnissen nicht sehr begeistert und rät ihm erst wiederzukommen, wenn er seine Anschuldigungen beweisen kann.
„Sandler“ Rudi gibt den Tipp, dass sich Stedronsky in einem abbruchreifen Haus versteckt. Trautmann und „Burschi“ können den Mord an Stedronsky aber nicht verhindern. Auch Trautmann wird angeschossen, überlebt aber.
Trautmann liegt nach seiner Schusswunde im Koma und rekapituliert seinen ersten Fall mit der Gruppe 4:
Man erfährt dabei auch mehr über Trautmanns Vergangenheit:
1995 haben sich Trautmann und „Gitti“ Schimek getrennt (vgl. Kaisermühlen Blues). Um einen Tapetenwechsel zu vollziehen, lässt sich Trautmann in den zweiten Bezirk versetzen und zieht auch wieder in seine alte Wohnung.
FPÖ-Abgeordneter Dkfm. Reinald Frühwirt (Thomas Freudensprung) interveniert erfolglos gegen die Bestellung von Brandner als Oberst und Nachfolger vom pensionierten Geyer und auch gegen Trautmanns neue Dienststelle.
Brösler wird nach vier Jahren aus dem Gefängnis entlassen und vom „Nazl-Onkel“ feierlich empfangen, da er „brav die Pappen g'hoidn hat.“ Wessely macht Brösler zum Geschäftsführer der „Miranda Bar“.
Bei der Wiedersehensparty im Nachtlokal ist auch Frühwirt mit von der Partie und macht einer Kellnerin (Daniela Golpashin) Avancen. Schlagerstar Hanno Herz (Robert Palfrader) hat ebenso einen Auftritt.
Auf dem Heimweg von der Feier überfährt der unaufmerksame Frühwirt beinahe Trautmann. Der Polizist nimmt ihm den Führerschein ab, „Sandler“ Rudi und Trautmann lernen sich so kennen. „Mariedl“, „Hansi“ und „Franzi“ heißen Trautmann im „Grätz'l“ willkommen.
Kellnerin Swetlana flirtet mit Hanno Herz, ihr Freund Gerald Besenböck (Harald Windisch) ist eifersüchtig.
Swetlanas Leiche wird am nächsten Tag von Josef „Panther von Glasgow“ Krivanek, der auch schon in Folge 3 auftaucht, im Prater gefunden. Das Mädchen ist vergewaltigt und mit 14 Messerstichen ermordet worden. Swetlanas Mutter Janica (Susi Stach) hat zunächst keinen Verdacht. Rudi ist Trautmann behilflich und erzählt ihm, dass sich Swetlanas Freund Besenböck am Wochenende meist am Neusiedler See aufhalte.
Besenböck gibt zu Protokoll, dass Swetlana gestern zur Villa des Managers von Hanno Herz gefahren ist. In der Auffahrt des Grundstücks habe auch Herz’ Auto geparkt.
Franz „Frankie“ Hobel (Andy Hallwaxx), der Manager von Herz und der Schlagersänger selbst geben an, dass Herz mit Swetlana eine Nacht im Hause Hobels verbracht hat. Um 2 Uhr habe Hobel die Frau nach Hause geschickt, Herz sei gegen 04:30 ins eheliche Heim aufgebrochen.
Trautmann fällt bei der Begutachtung des Schlafzimmers ein vermeintlicher Blutspritzer an der Wand neben dem Bett auf, er lässt sich aber nichts anmerken.
Der Abteilungsinspektor besucht nun auch Frühwirt, als bekannt wird, dass dieser Swetlana als „Eye-Catcher“ für einen Wahlkampfauftritt engagieren wollte.
Herz singt bei besagter Veranstaltung, Dr. Werner und seine Parteigenossen sind jedoch beunruhigt, dass die schlechte Presse auch der politischen Bewegung schaden könnte. Frühwirt soll sich deswegen aus der Partei zurückziehen, Dr. Werner kündigt auch dessen Nachfolger, einen gewissen Ferdinand Grünsteidl, an.
Journalist und Parteimitglied Kurt schießt medial gegen Trautmann. Auch Herz’ Anwalt Feiertag (Florian Teichtmeister) greift ein.
Als Trautmann mit Durchsuchungsbefehl und Spurensicherung anrückt, ist der vermeintliche Blutspritzer neben dem Bett übermalt.
Moni hat ähnliche Sexualmorde ausgeforscht: Drei vergleichbare Taten wurden in vier Jahren begangen, Hanno Herz war auf seinen Tourneen immer in der Mordgegend unterwegs.
Trautmann ist sich sicher, dass Herz und Hobel gemeinsame Sache gemacht haben. Der Musiker kann jedoch ein Alibi vorweisen.
Janica Karadarevic meldet sich wieder und Trautmann äußert seinen Verdacht. Janica schießt daraufhin auf den Schlagersänger, als dieser gerade zur versammelten Presse spricht.
Trautmanns Erinnerungen enden hier, er erwacht aus dem Koma und sieht Gitti Schimek an seiner Seite sitzen. Sein Gesundheitszustand ist aber bedenklich, vielleicht wird er gelähmt bleiben.
Trautmann befragt Brandner, wie es im „Hanno-Herz-Fall“ weitergegangen ist: Brandner erzählt, dass Karadarevic zehn Jahre im Gefängnis saß und jetzt entlassen wurde. Herz hat das Attentat überlebt, sein Manager Hobel fuhr ein Jahr nach dem Ereignis gegen eine Mauer. Man ging von Selbstmord aus.
Trautmann ist in der Rehabilitation und hat viel Zeit zum Nachdenken. Ein Poster Herz’ im Spital bringt ihn auf eine Idee: Er überredet Brandner mit ihm zu Hobels Eltern zu fahren. Dort finden sie einen Abschiedsbrief Hobels, in dem er sein Gewissen erleichtert hat.
Die Gruppe 4 fährt zu Herz’ Haus. Seit dem Attentat sitzt Herz im Rollstuhl, Trautmann konfrontiert diesen mit Hobels Geständnis und der Ex-Sänger wird verhaftet.
Die Serie endet damit, dass Trautmann und Gitti gemeinsam nach Italien fahren.

## Nebendarsteller
Bekannte österreichische und deutsche Schauspieler hatten Gastauftritte in einigen Folgen:
Unter anderem in alphabetischer Reihenfolge:
- Andy Baum (als Barchef in der Miranda Bar/Folge 7)
- Helmut Berger (als Arzt/Folge 4)
- Maria Bill (als „Franzi“ Beimbichler/Folge 4, 5)
- Franz Josef Csencsits (als Brenner, Trautmanns Erzfeind/Folge 3,4 und 5)
- Walter Davy (als Trafikant Böltl/Folge 5)
- Erika Deutinger (als Helga Smeibidlo/Folge 4)
- Stefanie Dvorak (als „Rosi“ Beimbichler/Folge 4,5)
- Klaus Eberhartinger (als WEGA-Einsatzleiter/Folge 5)
- Boris Eder (als Journalist und Parteimitglied Kurt/Folge 4 und Folge 10)
- Jutta Fastian (als Verena Leinwarther/Folge 6)
- Karl Fischer (als Karl Auer/Folge 6)
- Thomas Freudensprung (als NR-Abgeordneter Dkfm. Reinald Frühwirt/Folge 10)
- Michou Friesz (als Ingrid Doppler/Folge 2 und Folge 8)
- Daniela Golpashin (als Svetlana Karadarevic/Folge 10)
- Roman Gregory (als Hotelportier/Folge 9)
- Andy Hallwaxx (als Herz’ Manager Franz „Frankie“ Hobel/Folge 10)
- Maria Hofstätter (als Krankenschwester/Folge 2)
- Maresa Hörbiger (als „Mizzi“ Pospischil/Folge 1)
- Hansi Lang (als Slansky/Folge 3 und als Hausmeister/Folge 7)
- Ulli Maier (als Beate Köhrer/Folge 4)
- Peter Matić (als Sektionschef Antonitsch/Folge 2)
- Karl Markovics (als Ludwig „Vickerl“ Stedronsky/ Folge 9)
- Thomas Maurer (als Chirurg/Folge 9, 10)
- Christoph Moosbrugger (als Egon Bruckner/Folge 6)
- Thomas Morris (als Leo Pospischil/Folge 1)
- Fritz Muliar (als Fritz Brosche/Folge 7)
- Klaus Ofczarek (als Bankier Dr. Brendel/Folge 5)
- Robert Palfrader (als August „Gucki“ Schwaderer alias Hanno Herz/Folge 10)
- Volker Piesczek (als Uhrenverkäufer/Folge 4)
- Wolfgang Pissecker (als Bademeister/Folge 2 und Boxer Ronny/Folge 7)
- Sophie Rois (als Steffi Wackernagl/Folge 9)
- Heribert Sasse (als Heinz Pock/Folge 5, Folge 8 und Folge 9)
- Michael Schottenberg (als Franz Mittermüller/Folgen 3, 4 und 5)
- Martin Semmelrogge (als Dr. Prochanski/Folge 7)
- Kurt Sobotka (als Notar/Folge 4)
- Susi Stach (als Janica Karadarevic/Folge 10)
- Ursula Strauss (als Krankenschwester/Folge 10)
- Manfred Tauchen (als Prof. Dr. Krupnik/Folge 4)
- Otto Tausig (als Oberst a. D. Geyer/Folge 9)
- Florian Teichtmeister (als Anwalt Feiertag/Folge 10)

## Trivia
- Streit zwischen Autor und Produzenten: Wiederholt fühlte sich der Autor Ernst Hinterberger zu wenig in die Filmgestaltung miteinbezogen, er äußerte Ärger, wenn seine Drehbücher verändert wurden. Letztendlich weigerte sich Hinterberger auch, mehr Folgen zu erarbeiten, und die Serie endete nach zehn Teilen.

- Anspielung auf Reale Industrielle: Der Name der Figur „Heinz Pock“ erinnert lautlich an den österreichischen Waffenproduzenten Gaston Glock. In Folge 9 sagt Trautmann zu Pock: „Geld haben Sie keines gehabt. Aber Sie hatten in ihrem Kopf die Idee für eine revolutionäre Schusswaffe gefertigt aus Kunststoff und Metall.“. Auch Glocks Pistolen sind Waffen aus Kunststoff und Stahl. Der in die USA ausgewanderte Industrielle „John Flachsberger“, der die Idee hat, mit Grünsteidls Geflügelimbiss zum Chicken-Ticker zu expandieren, ist an Frank Stronach angelehnt, der als Franz Strohsack geboren wurde, somit ist auch das eine witzige Anspielung, da Leinensäcke aus Flachs hergestellt werden.

- „Fini“: „Fini“ (Brigitte Kren) wird von Trautmann in Folge 3 als „Anna“ tituliert. In Folge 6 nennt Brandner sie „Fini“ Weber. In der ersten Folge wird sie jedoch als „Fini“ Gasser tituliert.

- Doppelrollen: Wolfgang Pissecker spielt in Folge 2 den Bademeister, mit dem Hilde Grünsteidl eine außereheliche Beziehung pflegt, in Folge 7 ist Pissecker als Boxer Ronny zu sehen. In beiden Folgen versterben seine Charaktere. Hansi Lang spielt in Folge 3 den Kriminellen Slansky und in Folge 7 einen Hausmeister.

- Trautmanns Tochter: Trautmanns persönlicher Hintergrund wird in der Fernsehserie Trautmann sowie in der Serie „Kaisermühlen Blues“ und im dazugehörigen Roman „Kaisermühlen Blues. Ein Wiener Roman“ jeweils leicht verändert erzählt: In der TV-Serie „Kaisermühlen Blues“ erzählt der Inspektor Gitti Schimek, dass er geschieden wurde und seine Tochter Ilse als Alleinerzieher aufgezogen hat. Mit 17 starb das Mädchen jedoch an Heroin (Folge 17). Im Roman ist Trautmanns Tochter noch am Leben. Sie ist demnach 24 Jahre alt und lebt in den Tag hinein. Ingrid, so ihr Name, hat falsche Freunde und nimmt Drogen. Trautmanns Frau hingegen ist an Krebs verstorben. In der ersten Folge der Serie „Trautmann“ erzählt der Polizist seinem ungarischen Kollegen, dass seine Tochter mit 19 Jahren an einer Überdosis Heroin gestorben ist. In Folge 3 werden darüber hinaus mehrere Erinnerungen Trautmanns an die Zeit mit seinem Kind gezeigt. Der Drogendealer Wilhelm Brenner, Trautmanns Erzfeind, hat demnach Schuld am Tod des Kindes. Brenner taucht in mehreren Episoden auf. Die unterschiedlichen Erzählungen haben gemeinsam, dass Trautmann ein Arbeitstier ist und wenig Zeit für seine Tochter hatte.

- Gastauftritte: Sigi Bergmann, der legendäre österreichische Boxmoderator, moderiert in Folge 7 die gezeigten Boxkämpfe.

- Crossover mit Kaisermühlen Blues Die Rolle von Kurt „King-Kong“ Brösler (Ernst Konarek) kommt auch kurzfristig im Kaisermühlen Blues vor. Marianne Mendt hat als „Gitti Schimek“ einen Gastauftritt in der zehnten Folge, als Trautmanns erster Fall erzählt wird.

- „Hannibal Lecter“: Gegen Ende der siebenten Folge trifft „Ferdl“ Grünsteidl auf einen Mann, der dem Schauspieler Anthony Hopkins als Filmfigur Hannibal Lecter ähnlich sieht. Der englischsprechende Mann verwendet auch zwei Zitate („I'm having dinner with an old friend“ sowie „liver and fava beans“) aus dem Roman und Film „Das Schweigen der Lämmer“. In Folge 8 wird erzählt, dass dieser Herr Grünsteidl falsche Papiere besorgt hat.

- Vornamen: Trautmanns Vorname Polycarp wird in der ganzen Serie kein einziges Mal erwähnt. In Folge 10 erwähnt der Polizist nur, dass er mit Trautmann angesprochen werden möchte. Bis zur letzten Folge ist auch „Burschis“ Vorname unklar, erst dann erwähnt Brandner: „[…] also Karl-Heinz, aber wir sagen alle „Burschi“ zu ihm.“